# Comité russe pour la défense des îles Kouriles
Le Comité russe pour la défense des îles Kouriles (en russe : Всероссийский комитет защиты Курил) est une association basée en Russie et formée en 1992 par le Parti communiste de l'Union soviétique (en) de Sergei Skvortsov pour contrer politiquement les revendications japonaises sur les îles Kouriles. Elle se vante d'avoir contraint le président Boris Eltsine à annuler un voyage au Japon.
L'association est reconstituée dans les années 2000, leur site dispose de communiqués de presse datant de 2001. Skvortsov en est le président.